# Koszeliki
Koszeliki – wieś  w Polsce położona w województwie lubelskim, w powiecie bialskim, w gminie Międzyrzec Podlaski.
Wieś była własnością starosty guzowskiego i nowomiejskiego Stanisława Opalińskiego, leżała w województwie podlaskim w 1673 roku. W latach 1975–1998 miejscowość administracyjnie należała do województwa bialskopodlaskiego.
Wieś jest sołectwem w gminie Międzyrzec Podlaski. Według Narodowego Spisu Powszechnego z roku 2011 wieś liczyła 99 mieszkańców.
Wierni Kościoła rzymskokatolickiego należą do parafii Matki Bożej Nieustającej Pomocy w Maniach.

## Historia
W wieku XIX Koszeliki opisano jako wieś i osadę w ówczesnym powiecie radzyńskim (1867–1975), gminie Tłuściec, parafii Międzyrzec. W roku 1883 wieś posiadała szkołę początkową, 30 domów i 198 mieszkańców z gruntem 761 mórg. Osada Koszeliki natomiast jeden dom i trzech mieszkańców na 82 morgach. 
W 1827 r. było tu 33 domy i 171 mieszkańców. Osada w spisie nie występuje.